# (50000) Quaoar
Quaoar (symbol: ) er en dværgplanet, der blev opdaget den 4. juni 2002. Den var på det tidspunkt det største nye objekt i Solsystemet, siden Pluto blev opdaget i 1930.
Quaoar har en diameter på ca. 1.121 km, omtrent den halve diameter af Plutos, og kredser mere end 8 milliarder km fra Solen i Kuiper-bæltet. Opdagerne Brown og Truillo valgte navnet "Quaoar" fra skabelsesmyten hos Tongva-stammen (oprindelige indbyggere i Los Angeles-området). Objektet er nu officielt døbt Quaoar (2002 LM60) og er småplanet nummer 50000.
Quaoar har en måne, Weywot, ligesom der om Quanor er en ring af materiale, der er i omløb om planeten. Ringen om Quaoar har givet anledning til videnskabelig undren, da ringen befinder sig i en afstand på ca. 3.885 km fra Quaoars centrum og derved tilsyneladende udenfor rochegrænsen, hvorfor ringen ikke burde kunne eksistere.
Officielt navn: Quaoar (udtales "kwah-o-whar").

Systematisk navn: 2002 LM60.

Afstand: 8,3 mia. km fra Solen.(ca 5 lystimer). 8,13 × 109 km.

Diameter: 1.250 kilometer.

Omløbstid om Solen: 285 år.

Overfladen reflekterer 10% lys.

Indhold: Formodentlig lige dele is og klipper.